# Emiliano González Navero
Emiliano González Navero (Caraguatay, 16 de junho de 1861 — 18 de outubro de 1934) foi um advogado e político paraguaio, presidente do país em três ocasiões, de 5 de julho de 1908 a 25 de novembro de 1910, de 25 de março a 15 de agosto de 1912 e de 26 de abril de 1931 a 28 de janeiro de 1932. Era vice-presidente de Benigno Ferreira e de José Patricio Guggiari.

## Sua vida
Ele foi um dos grandes sobreviventes da Guerra contra a Tríplice Aliança. Ele frequentou o ensino fundamental em sua amada cidade natal e o ensino médio no Colegio Nacional de la Capital.
Ele se formou na Faculdade de Direito da Universidad Nacional de la Capital. Exerceu a advocacia em 1887 e, posteriormente, atuou no Poder Judiciário como juiz durante o governo de Juan Antonio Escurra. Era casado com a senhora Adela Lima, falecida em 7 de setembro de 1928. Emiliano, aposentado de toda atividade pública, faleceu em sua casa, bem longe de seu país, nos Estados Unidos, em 18 de outubro de 1934.

## Sua administração
Foi três vezes Presidente da República. Além disso, foi eleito Vice-Presidente da República, exercendo o mesmo cargo nas presidências de Benigno Ferreira de 1906 a 1908 e de José Patricio Guggiari de 1928 a 1932.
Após a derrubada de Ferreira pelo golpe de 2 de julho de 1908, González Navero assumiu a presidência provisória em 5 de julho daquele ano. Decorrido o prazo constitucional, entregou o cargo a Manuel Gondra em 25 de novembro de 1910. Menos de dois meses depois, este Presidente renunciou e iniciou-se um período de anarquia no país, que o levou novamente a assumir a presidência provisória em 25 de março. 1912. Poucos meses depois, em 15 de agosto de 1912, entrega o comando ao presidente constitucional Eduardo Schaerer, o que significa o início da utilização dessa data como data de início para futuros mandatos presidenciais. Durante seu segundo mandato, a paz foi alcançada no país, após dois longos anos de guerra civil.
Mais tarde, ele serviu novamente como vice-presidente de José Patricio Guggiari de 1928 a 1932, e nessa qualidade atuou como substituto do presidente de 26 de outubro de 1931 a 28 de janeiro de 1932 porque Guggiari renunciou temporariamente para sofrer impeachment após os infelizes acontecimentos de 23 de outubro de 1931.
Sua administração foi formada pelos seguintes políticos: Relações Exteriores, Dr. Félix Paiva; Assuntos Internos, Eduardo Schaerer, Finanças, Dr. Gerónimo Zubizarreta (que mais tarde se tornou um prestigioso Ministro das Relações Exteriores e defensor da soberania nacional), Justiça, Religião e Educação Pública, Dr. Manuel Franco, e Guerra e Marinha, Manuel Gondra.

## Conquistas sob sua administração
Algumas conquistas durante sua gestão foram: a criação da Escola Naval de Mecânica, anistia por crimes políticos, promulgação de um Código Rural, concessão de bolsas a muitos jovens artistas, implantação do ensino fundamental gratuito e obrigatório, desenvolvimento da ferrovia em Concepción e criação de vários municípios em cidades de todo o país, por outro lado houve forte repressão política e jornais foram fechados.
O Paraguai participou do Congresso Internacional de Educação Artística, que aconteceu em Dresden, Alemanha, a soma de $ 2 800 do selo de ouro foi destinada à delegação que participou do Congresso de Estudantes Americanos realizado em Lima, Peru, e a J. Inocencio Lezcano e Jose del Rosario Ayala foram nomeados professores do Conselho Nacional de Educação. Eles foram dissolvidos O Corpo de Bombeiros e a Guarda de Segurança foram dissolvidos e a Escola Naval de Mecânica fundada.
Em 1 de maio de 1912, foi ordenada a reorganização do Exército, tendo como segundo tenentes os seguintes oficiais: Emilio Pastore, Alfredo Mena, Carlos J. Fernandez, Blas Miloslavich e Nicolas Delgado. Na mesma data, Rolando Ibarra ingressou como capitão, sendo que a 11 de junho desse ano foi nomeado Assistente do Presidente.
Foi fundado o Banco Hipotecario; além disso, muitas ruas da capital foram pavimentadas e um teste de paralelepípedos de madeira foi feito nas ruas Palma, Alberdi e 14 de Mayo. Pela primeira vez, as cidades de Villarrica, Pilar, Encarnación e Concepción nomearam seus respectivos prefeitos; um novo mercado central foi construído na Rua Palma e o Museu de Belas Artes de Juan Silvano Godoi foi inaugurado.
O governo concedeu um importante apoio à Literatura e Artes, foi criado o Museu de Belas Artes; foi feita uma contribuição para a criação de uma Escola de Arte. Foi concedida uma bolsa a Andres Campos Cervera (Julian de la Herreria) para estudar no Canadá, também a Eusebio A. Lugo, Guillermo Galindo e Eduardo Molinas Rolón de Arrascaeta. Existiram cargos auxiliares para os músicos Agustín Barrios e Ampelio Villalba.
No jornalismo, "El Nacional" surgiu em 1o de fevereiro de 1910, e seis revistas e oito jornais foram publicados.

## Carreira política
Don Emiliano sempre se moveu politicamente no setor "radical" do liberalismo. Integrou o Poder Judiciário e Presidente do Supremo Tribunal de Justiça em 28 de novembro de 1890. Em fevereiro de 1895, ingressou no Congresso unificado, liderado por Benigno Ferreira. Atuou no Partido Liberal, fazendo parte do Congresso e em 19 de dezembro de 1904, ingressou na Administração de Juan Bautista Gaona como Ministro da Fazenda do Paraguai e exerceu a mesma função também durante o governo de Cecilio Báez, renunciando a 28 de abril de 1906, para se juntar a Ferreira no seu percurso até à Presidência.
Foi Presidente do Senado do Paraguai em 1906-1908, 1922, 1924, 1928-1931 e 1932. 
Após a destituição de Ferreira, González Navero assumiu a chefia do Poder Executivo em 4 de julho de 1908, apesar de apenas em 31 de dezembro daquele ano a renúncia de Ferreira ter sido formalmente aceita. A assinatura de Dom Emiliano não consta do Ato de Fundação do Centro Democrático, nem da Declaração Pública de 4 de julho de 1908, iniciada por Albino Jara e encerrada por Adolfo Riquelme.